# Charles-Hallgarten-Schule
Die Charles-Hallgarten-Schule (vormals nur Hallgartenschule) ist eine Förderschule im Frankfurter Stadtteil Bornheim unterhalb des Bornheimer Hangs. Das Gebäude wurde von Ernst May als Teil der Siedlung Bornheimer Hang des Projekts Neues Frankfurt entworfen und steht unter Denkmalschutz.

## Das Schulgebäude
Das Schulgebäude wurde in den Jahren 1928 bis 1930 von Ernst May für die Röderberg-Reformschule erbaut. May berücksichtigte dabei sowohl die Prinzipien des „Neuen Bauens“ als auch reformpädagogische Gedanken. Vor allem war es ihm wichtig, dass die Schule nicht wie üblich ein kasernenartiger Imponierbau inmitten von Verkehrslärm sein sollte; die Schüler sollten eine Schule im Grünen mit viel Licht, frischer Luft und leichtem Zugang zur Natur bekommen. Das Gebäude wurde als sogenannte Freiflächenschule am Fuß des Bornheimer Hangs im Dreieck zwischen den Stadtteilen Bornheim, Seckbach und Riederwald angelegt; es liegt auf einem großzügigen mit Bäumen bestandenen Grundstücks inmitten von Kleingärten.

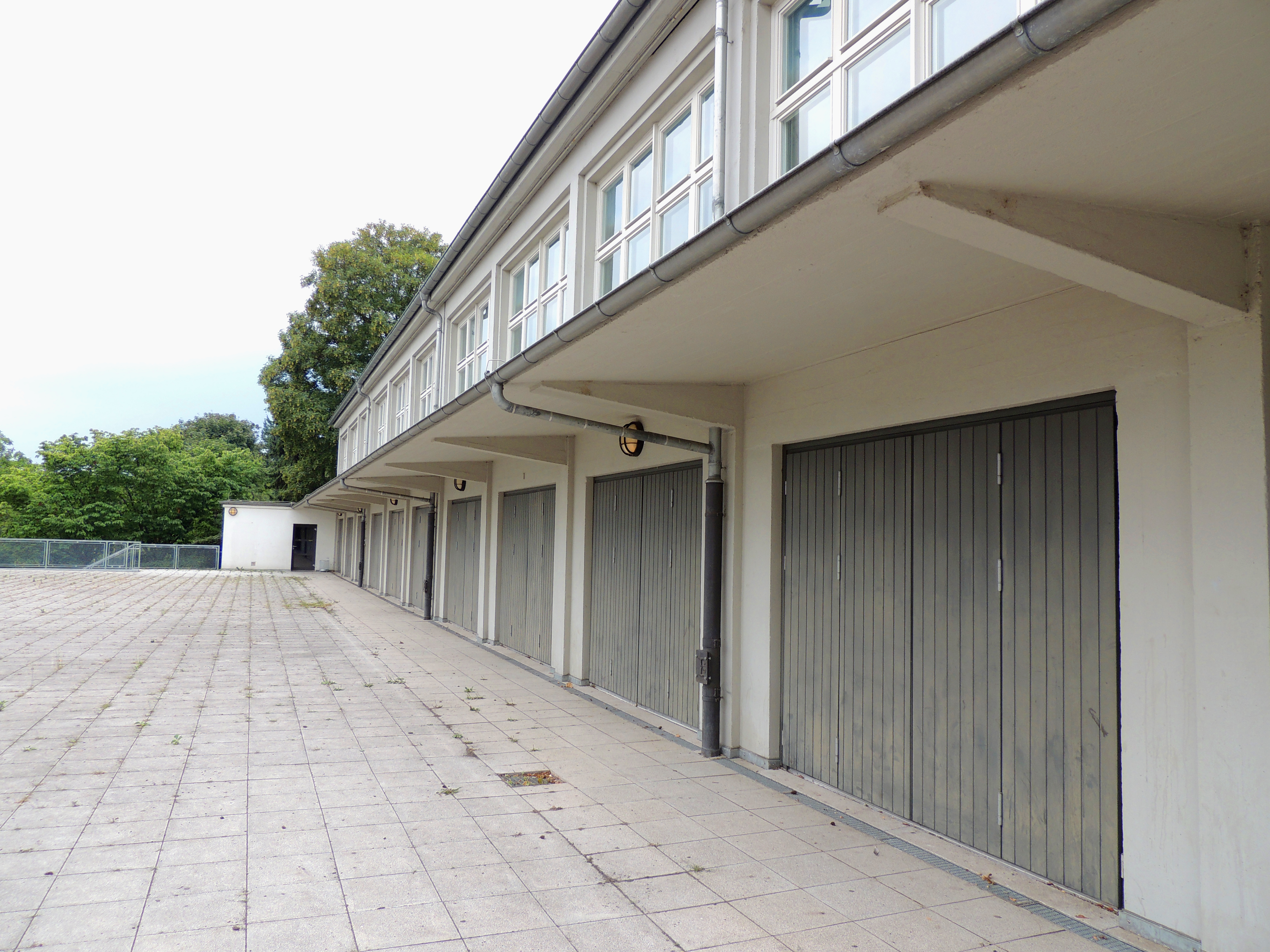
Terrasse der Aula und der Turnhalle

Die Schule besteht aus einem Hauptgebäude, das fast genau in Nord-Süd-Richtung verläuft und nach Osten ausgerichtet ist. Der Hauptflügel nördlich des zentralen Treppenhauses ist gegliedert dreistöckig mit vielen großen Terrassen; im leicht höher gelegenen Erdgeschoss (Hochparterre) befinden sich die Schulbibliothek und vier Klassenzimmer, von denen aus der begrünte Schulhof über einen durchlaufenden Balkon und vier Treppen erreicht werden kann. Die meisten der Räume in den Obergeschossen haben Zugang zu Terrassen. Südlich des Treppenhauses liegt die Aula und anschließend die Turnhalle; beide sind durch Fensterreihen in Höhe des Obergeschosses erleuchtet und können durch eine Front von Falttüren in gesamter Länge nach draußen geöffnet werden.

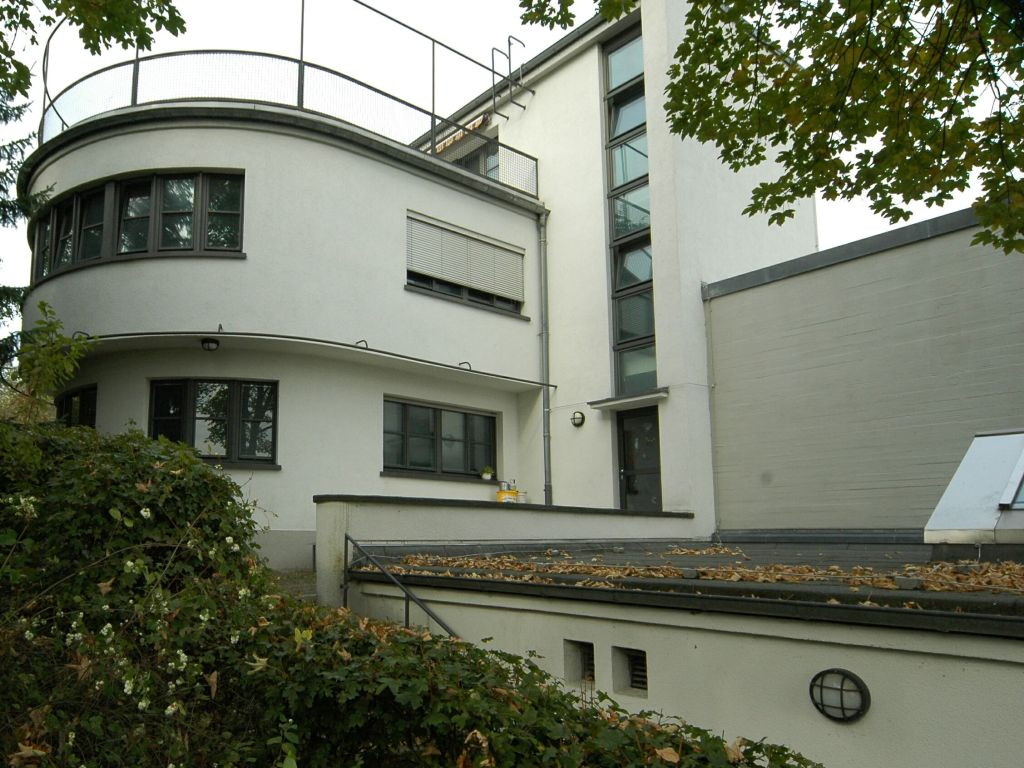
Verwaltergebäude

Der Hauptbau wird im Süden durch das Wohngebäude des Verwalters abgeschlossen, das in einem Rundling mit Panoramablick endet.

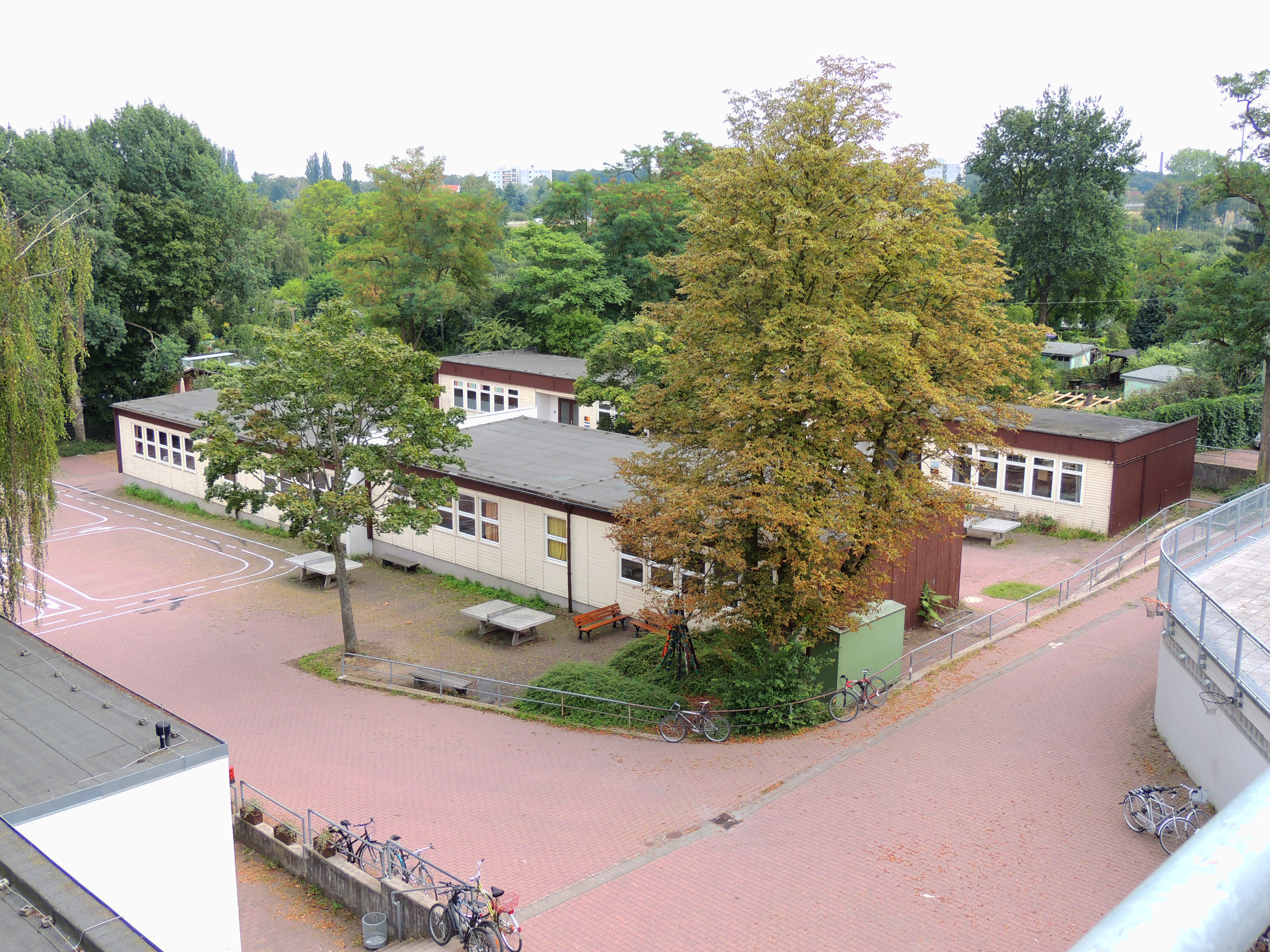
Gebäude im Innenhof

Dem nördlichen Haupthaus hangabwärts vorgelagert sind drei parallele Riegel, die im Süden durch einen Quergang mit dem zentralen Treppenhaus verbunden sind. Jeder Riegel enthält vier Klassenräume; der Verbindungsgang ist mit Oberlichten beleuchtet. Die östliche Wand der Klassenzimmer (hangabwärts) besteht aus einer Fensterfront, die vom Fußboden bis zur Decke reicht und den Raum hell erleuchtet; eine Tür erlaubt den unmittelbaren Zugang zur Grünfläche zwischen den Riegeln. Die Sonneneinstrahlung kann im Sommer allerdings zu starker Erwärmung einiger Räume führen. Neu war damals die Auflösung der klassischen Schulbänke, die durch locker gruppierte Stühle und Tische ersetzt wurden, die nach den jeweiligen Zwecken des Unterrichts entsprechend in Reihen oder Gruppen zusammengestellt werden können.
Die Schule war für damalige Begriffe ein Luxusobjekt: Sie wurde mit für diese Zeit ausgesprochen großzügigen Fach- und Wirtschaftsräumen ausgestattet, so mit einer Gymnastikterrasse, Duschen, Speisesaal, Küche und einem Filmprojektor-Raum. Der Plan für die Lehrküche stammte von Margarete Schütte-Lihotzky, der Schöpferin der Frankfurter Küche. Ernst May hatte im Hof seiner Reformschule ursprünglich auch ein Schwimmbecken angelegt; dieses wurde aber in den 1960er Jahren zugeschüttet. Stattdessen wurden zwei langgestreckte, barackenartige Pavillons in den Schulhof gesetzt, die jetzt Kunst- und Werkräume, die Cafetaria und Betreuungsräume im Ganztag beherbergen.
Die Weltwirtschaftskrise verzögerte die Bautätigkeit. Am 23. September 1930 konnte die Röderberg-Reformschule einziehen, die zugleich in Friedrich-Ebert-Schule umbenannt wurde. Schon 1933 wurde sie im Dritten Reich in Dietrich-Eckhart-Schule umbenannt, und Lehrerschaft, Schüler und Unterrichtsprinzipien wurden strikt auf NS-Ideologie ausgerichtet. Im Zweiten Weltkrieg wurde das Gebäude zum Lazarett umgewidmet; nach dem Krieg wurde es in dieser Funktion von den amerikanischen Truppen weitergenutzt und schließlich 1954 der wiedererstandenen Friedrich Ebert-Schule zurückgegeben.
Hier wurde 1956 ein staatlicher Modellschulversuch eingeführt und die Schule als Tagesheimschule mit Ganztagsunterricht geführt (ab 1965 ausschließlich), die erste derartige Modellschule in Hessen. Im Gegensatz zu späteren Konzepten der Ganztagsschule gab es nachmittags keinen Unterricht, sondern nach Mittagessen und für die Kleinen Mittagsschlaf vielfältige Spiele, Basteln und Hausaufgabenbetreuung durch Erzieherinnen.
1977 zog die Friedrich-Ebert-Schule um, und die Hallgartenschule konnte das Gebäude beziehen. In den Jahren 1997 bis 1999 spendierte die Stadt Frankfurt der Schule eine umfassende Sanierung, in der das Gebäude nach modernen Bauvorschriften, jedoch möglichst originalgetreu durch das Frankfurter Architekturbüro hgp Architekten wiederhergestellt wurde. Alle Gänge und Räume sind weiß und hell.
Oberhalb der Schule befinden sich heute am Bornheimer Hang das Panoramabad und das Sportcenter Bornheim der Turngemeinde Bornheim.
Der Straßenbau hat inzwischen die Pläne von Ernst May überholt: Direkt gegenüber verläuft die aufgeständerte A 661 (Abschnitt Kaiserleikreisel bis Unfallkrankenhaus) und umtost die Schule mit Verkehrslärm. Die geplante Riederwaldspange mit Anschluss zur A 66 (Richtung Hanau) wird diese Situation voraussichtlich verschärfen.

## Die Schule
Die Hallgartenschule wurde 1913 als dritte „Hilfsschule“ der Stadt Frankfurt gegründet. Ursprünglich lag sie im Nordend an der Kleiststraße. Sie wurde (wie die nahegelegene Hallgartenstraße) nach dem deutsch-amerikanischen Philanthropen Charles Hallgarten benannt, der bereits die erste Frankfurter Hilfsschule initiiert hatte. Die alten Räume wurden bald zu klein; 1977 konnte sie das Gebäude von Ernst May beziehen. Anlässlich des 100. Todestages von Charles Hallgarten wurde die Schule im Mai 2008 offiziell in „Charles-Hallgarten-Schule“ umbenannt, um die Beziehung zum Namensgeber stärker hervorzuheben.
Die Charles-Hallgarten-Schule ist eine Ganztagsschule mit dem Förderschwerpunkt Lernen und regionales Beratungs- und Förderzentrum. Ihr Einzugsgebiet ist ganz Frankfurt, mit Schwerpunkt im Frankfurter Norden und Osten. Die Schule arbeitet als Angebots- und Durchgangsschule. Schülerinnen und Schüler werden intensiv gefördert mit dem Ziel der Rückführung an die allgemeinen Schulen oder Übergang in die individuelle Berufsvorbereitung. Bei Eignung ist der qualifizierte Hauptschulabschluss möglich. Die Schule verfügt über einen eigenen Sportplatz, einen Schulgarten, eine Aula mit Bühne, Computerraum, Räume für Kunst und Musik, Werkunterricht auch für Tonarbeiten mit Brennofen, eine Holzwerkstatt, eine Bibliothek und eine Cafeteria, eine Lehrküche und eine Mensa, in dem die Schüler ein Mittagessen einnehmen können.
Die Klassenräume stellen eine Einheit zwischen drinnen und draußen her; bei schönem Wetter kann der Unterricht spontan ins Freie verlegt werden.